# Zagorsko-trboveljski govor
Zagorsko-trboveljski govor (zagorsko-trboveljsko podnarečje, tudi zasavščina) je posebna oblika narečja v štajerski narečni skupini slovenskega jezika. Obravnava se kot podnarečje posavskega narečja . Vsebuje precej posebnosti, značilnih za dolenjska narečja. Govori se v osrednji dolini reke Save. Najpomembnejša naselja na področju zasavskega govora so Zagorje ob Savi, Trbovlje in Hrastnik. 